# Новый империализм
В историческом контексте термин «Новый империализм» обозначает период колониальной экспансии крупных европейских держав, а также США и Японии, в конце XIX — начале XX веков; период беспрецедентной конкуренции между ними в приобретениях заморских владений. В эпоху Нового империализма западные державы (и Япония) подчинили почти всю Африку и значительные части Азии. Новый империализм как явление характеризуют как дальнейшее развитие острого соперничества между великими державами в борьбе за мировые рынки и дешёвые ресурсы и как неудержимое стремление их национальных элит к мировому господству. Многие из колоний, основанных в этот период, обрели независимость только в эпоху деколонизации, ставшей своеобразным итогом двух мировых войн, разразившихся, в том числе, и как следствие эпохи Нового империализма.
Определение «новый» используется для отличения эпохи капиталистического империализма конца XIX — начала XX веков от предыдущей эпохи, связанной с развитием феодальных колониальных империй и времён так называемой «первой волны колонизации», когда европейские державы освоили Америку и Сибирь и основали прочные форпосты в Африке и Азии.

## Предпосылки
Американской революцией (1775—1783) и окончательным распадом Испанской империи в Латинской Америке (около 1820) закончилась первая эпоха европейского империализма. В Великобритании осознали недостатки меркантилизма, — учения об экономической конкуренции за ограниченные богатства, ранее служившего основой экспансии. В 1846 году «хлебные законы», тормозившие бизнес, были отменены, производители получили большую свободу действий. В Великобритании набирала силу концепция свободной торговли.
В период, продолжавшийся от Венского конгресса (1815) и до окончания Франко-прусской войны (1871), Великобритания выиграла больше других держав, значительно опережая их в развитии технологий и гражданских институтов. Цены на готовую продукцию на рынках Великобритании были ниже, чем на рынках других стран, а количество продукции позволяло без ущерба поставлять излишки по конкурентной цене даже в такие промышленно развитые страны как Германия, Франция, Бельгия и США.
Результат Франко-прусской войны, в которой коалиция немецких государств под руководством Пруссии разгромила Францию, пошатнул долгую гегемонию Великобритании. Серьёзные политические и экономические изменения, накопившиеся в ходе европейской и мировой истории 1820—1870 годов, нарушили существовавший баланс сил в европейском концерте, созданном Венским конгрессом. Провозглашение национальных государств в Германии и Италии решило территориальные вопросы, долгое время отвлекавшие внимание этих потенциальных соперников на внутренние дела. Наступавший период с 1871 по 1914 годы оказался временем крайне нестабильного мира. Твёрдое намерение Франции вернуть Эльзас-Лотарингию, утраченную в результате франко-прусской войны, как и рост имперских амбиций в Германии, держали обе страны в постоянной готовности к конфликту.
Противоречия осложнялись ещё и разразившейся в 1873—1896 годах Долгой депрессией, — затянувшимся периодом падения цен, сопровождавшимся падением производства. Поощряя свою промышленность, правительства охотно отказывались от принципов свободной торговли (в Германии — с 1879, во Франции — с 1881), этими мерами только увеличивая взаимное раздражение.

### Берлинская конференция
Участники Берлинской конференции (1884—1885) пытались уменьшить напряжение, сформулировав принцип «эффективной оккупации». Принцип предполагал международное признание имеющихся территориальных претензий (в частности, в Африке) при одновременном выполнении двух условий: фактического владения и фактического освоения ресурсов спорной территории. Мнение коренного населения при этом не учитывалось. Выступления против имперского правления беспощадно подавлялись, доходя до геноцида. Наиболее показательно — в войнах гереро и при восстании Маджи-Маджи в 1904—1907 годах в восточно-африканских колониях Германии. Целями конференции было также достижение соглашений по торговле, навигации и границам в Центральной Африке, хотя из 15 стран-участников не было ни одной, представлявшей Африку.
Доминировали на конференции Франция, Германия, Великобритания и Португалия. Державы пересмотрели границы колоний в Африке, проигнорировав при этом существование здесь уже сложившихся культурных и языковых границ. Африку разделили на 50 зависимых территорий и установили, кто будет контролировать каждую из них. Неофициально державы договорились также положить конец работорговле в Африке.

## Британия в эпоху Нового империализма
В Британии эпоха Нового империализма ознаменовалась временем значительных экономических перемен. Поскольку страна первой начала индустриализоваться, Британия технологически опережала многие другие страны на протяжении большей части девятнадцатого века. К концу девятнадцатого века, однако, другие страны, в основном Германия и США, начали бросать вызов британской технологической и экономической мощи. После нескольких десятилетий монополии страна боролась за сохранение доминирующего экономического положения, в то время как другие державы стали более активно участвовать на международных рынках. В 1870 году на Британию приходилось 31,8 % мировых производственных мощностей, в то время как на США — 23,3 %, а на Германию — 13,2 %. К 1910 году производственные мощности Британии в том же отношении сократились до 14,7 %, в то время как в США выросли до 35,3 %, а в Германии — до 15,9 %. По мере того, как такие страны, как Германия и США, становились все более экономически успешными, они все более активно участвовали в империализме, что вынуждало британцев уже изо всех сил поддерживать прежний объём британской торговли и инвестиций за рубежом.
В начале двадцатого века у Британии также были напряжённые международные отношения с тремя экспансионистскими державами (Японией, Германией и Италией). До 1939 года эти три державы никогда не угрожали самой Британии, но косвенные опасности для империи были очевидны. К 1930-м годам Британия беспокоилась, что Япония будет угрожать её владениям на Дальнем Востоке, а также территориям в Индии, Австралии и Новой Зеландии. Италия проявляла интерес к Северной Африке, которая угрожала британскому Египту, а господство Германии на европейском континенте представляло некоторую угрозу для безопасности Великобритании. Британцы были обеспокоены тем, что экспансионистские державы приведут к нарушению международной стабильности. Будучи под угрозой потери владений Великобритания решила принять политику уступок, которая стала известна как политика умиротворения.
В Британии эпоха нового империализма повлияла на отношение общественности к самой идее империализма. Большая часть общественности верила, что, если империализм будет существовать, было бы лучше, если бы Британия была его движущей силой. Те же люди также думали, что британский империализм является силой добра в мире. В 1940 году Фабианское бюро колониальных исследований утверждало, что Африка может развиваться как в экономическом, так и в социальном плане, но до тех пор, пока это не произойдет, Африке лучше всего останется с Британской империей. Несмотря на то, что в конце XIX и начале XX веков в Британии существовали очаги антиимпериалистической оппозиции, в целом по стране почти не существовало сопротивления империализму. Во многих отношениях эта новая форма империализма составляла часть британской идентичности до конца эры нового империализма после Второй мировой войны.

## Соперничество империй
Сравнение колониальных владений в начале эпохи «Нового империализма» и в конце.
Расширение контроля европейских держав над территориями в Африке и Азии стало почвой для новых разногласий, подозрительности и скрытой конкуренции, обусловивших действия международной дипломатии в течение нескольких десятилетий перед Первой мировой войной. Захват Францией Туниса в 1881 году на пятнадцать лет осложнил её отношения с Италией, стремившейся к тому же. Полем сражения между ними стали таможенные сборы. Захват Великобританией Египта год спустя вызвал охлаждение её отношений с Францией.
Яркими конфликтами эпохи были Испано-американская война 1898 года и Русско-Японская война 1904—1905 гг., в результате которых на сцене появились ещё две имперских державы — Соединенные Штаты и Япония. Инцидент в Фашоде 1898 года привёл к тяжелейшему кризису в англо-французских отношениях, уступки Франции под угрозой войны англичанам пришлось компенсировать впоследствии, чтобы не терять союзника в борьбе с растущим влиянием Германии.
Политика Британии в Южной Африке и активные действия Германии в Юго-восточной Азии в 1900-х годах подтолкнули доселе изоляционистскую Британию искать союзников. Сначала её союзником стала Япония, затем Британия примкнула к союзу Франции с Россией. В то же время Германия дважды демонстрировала готовность к войне, бросая вызов французской гегемонии в Марокко: Танжерский кризис 1905 года и Агадирский кризис 1911 года подстегнули антигерманские настроения в лагере Антанты в годы, предшествующие Первой мировой войне. Спор между Германией с одной стороны и США и Великобританией с другой в тихоокеанском регионе вылился в кризис, приведший к переделу Самоанских островов.
Ещё один кризис произошёл в 1902—1903 годах между Венесуэлой, рассчитывавшей на США (см. «Доктрина Монро»), и коалицией европейских стран.

## Теории
«Теория накопления», развитая К. Каутским, Д. А. Хобсоном и популяризованная В. И. Лениным, уделяла особое внимание накоплению избыточного (чистого, финансового) капитала во время и после промышленной революции. Согласно этой теории, развитие промышленных районов со временем делает менее выгодными инвестиции в них. Свободный капитал перетекает в неразвитые районы с более дешёвой рабочей силой, неиспользуемым сырьём и слабой конкуренцией. Однако «теория накопления» в таком виде не может объяснить колониальную экспансию со стороны слаборазвитых стран, не обладавших крупным свободным капиталом, таких как Италия, США, Россия или Япония — бывших должниками. Кроме того, военные и бюрократические издержки на захваченных территориях часто превышали доходы с них. В Африке (за исключением территорий, ставших в 1909 году Южно-Африканским Союзом) до и после 1880-х годов объём европейских капитальных вложений был относительно невелик, и компании, имевшие там свои интересы, политическим влиянием почти не обладали.
«Мир-системная теория» в изложении Иммануила Валлерстайна видит «новый империализм» как часть общего, постепенного увеличения капиталовложений из «ядра» промышленно развитых стран в менее развитые «периферии». Протекционизм и «формальные империи» оказываются основными инструментами «полупериферийных индустриальных государств», таких как Германия, стремящихся к перестановкам в «ядре» глобальной капиталистической «мир-системы».

### Важнейшие персоны эпохи
- Отто фон Бисмарк, Германия
- Родс, Сесил, Британия
- Джозеф Чемберлен, Британия
- Жюль Ферри, Франция
- Наполеон III, Франция
- Виктор Эммануил III, Италия
- Уильям Маккинли, США